# HOWEVER
《HOWEVER》，是日本樂團GLAY的第12張單曲。1997年8月6日發行。

## 簡介
是GLAY的第一張銷量超過百萬的單曲作品，之後的五張單曲銷量也全部過百萬，連續六張單曲達成百萬銷量。總銷量達134.2萬張，是1997年度日本單曲銷量第9位。
以這張單曲的大賣作為契機，1997年10月發行的精選輯《REVIEW-BEST OF GLAY》旋即取得巨大成功，成為當時日本史上銷量最高的音樂專輯，GLAY的人氣和認知度迅速提升。
發售後連續兩週獲得Oricon單曲週榜冠軍，第三週冠軍位置被ZARD的《永遠》取代，第四週再次重返冠軍，並蟬聯三週。總共獲得五週的冠軍。是GLAY的Oricon冠軍獲得週數最長的單曲，也是唯一一張能重返冠軍的單曲。
發行之後，成為TBS系電視劇《奪愛的女人》的主題曲。
獲得第30回日本有線大賞。

## 收錄曲目
全曲作詞、作曲：TAKURO；編曲：GLAY、佐久間正英
1. HOWEVER
TBS系電視劇《奪愛的女人》主題曲
2. I'm yours
3. HOWEVER (instrumental)